# Las actas del juicio
Las actas del juicio es un cuento de carácter histórico del escritor argentino Ricardo Piglia, publicado en 1967 dentro del volumen La invasión. Está narrado en primera persona, desde el estilo discursivo. 
Trata sobre juicio del presunto asesino físico del personaje histórico argentino Justo José de Urquiza. El autor tiene en cuenta los roles rotativos de los hablantes y deja espacios en blanco cuando el juez interviene, recurriendo así al interlocutor en ausencia.

## Relación con la historia
La declaración del acusado transcurre en 1871 , al año siguiente del asesinato de Urquiza ocurrido el 11 de abril de 1870 durante una rebelión encabezada por Ricardo López Jordan. 
El cuento refiere asimismo hechos desde 1852 (año del derrocamiento de Rosas por el Ejército Grande en la Batalla de Caseros) hasta 1861, en el que tiene lugar la Batalla de Pavón, la cual determina la retirada y derrota de Urquiza. Tras esta retirada es que se deriva el homicidio del general, y a partir de ello, el acusado declara.
Las conexiones con los hechos y personajes reales se dan en la mención de la batalla de Cepeda, la de Caseros, la de Pavón, la guerra con el Paraguay, la existencia del general Justo Urquiza, los nombrados Juan Manuel de Rosas, Lavalle o José C. Paz.

## Personajes
- Robustiano Vega, que es el que declara.
- Sebastián J. Mendiburu, el juez en primera instancia
- El Secretario de Actas.
- El general (Urquiza).